# Генин, Михаил Яковлевич
Михаил Яковлевич Генин (родился 21 сентября 1976) — российский журналист, маркетолог, предприниматель, документалист, основатель информационного медицинского проекта «Найди своего доктора», волонтер Фонда борьбы с лейкемией. Имеет юридическое образование.

## Биография
Михаил Генин родился 21 сентября 1976 года в Москве в семье научных работников.

### Печатная пресса
С 1996 года работал редактором журнала «Компьютерра». Основные интересы: информационное, корпоративное, авторское право, правовое обеспечение электронной коммерции, взаимоотношения бизнеса и государства. С 1998 по 1999 год — первый главный редактор сайтов «Компьютерра-онлайн» (www.computerra.ru) и «Инфо-бизнес онлайн» (тогда — www.ibusiness.ru).
С 1999 по 2002 год в рамках издательского дома «Компьютерра» стал также заместителем главного редактора журнала «ИнфоБизнес».
В 2002 году журнал «ИнфоБизнес» превратился в «Бизнес-журнал», где Михаил продолжил быть заместителем главного редактора вплоть до декабря 2003 года.
С января 2004 по март 2006 года — главный редактор русской редакции журнала T3, издающегося по лицензии британского «Future Publishing».
C марта 2006 года — главный редактор журнала «Russian Digital», с января 2007 по декабрь 2008 — одновременно главный редактор журнала «Russian Mobile» и шеф-редактор группы изданий ИД SPN. Произвёл ребрендинг журналов, превратив их сперва в «Digital Magazine» и «Mobile Magazine», а потом объединив в «Mobile Digital Magazine».
С 2006 по 2009 год вёл колонку «Приключения электроники» в журнале «Rolling Stone», став третьим колумнистом в истории русского издания «Rolling Stone» после Артемия Троицкого и Сергея Шнурова.
С 2008 по 2010 год вёл колонку в журнале «Playboy».
С 2009 года — владелец маркетингового агентства Mighty Heap («Могучая кучка»).

### Радио
С июля 2007 по декабрь 2014 был постоянным ведущим рубрики на Радио «Маяк». Рубрика изначально называлась «Дело техники с Михаилом Гениным» и выходила в рамках шоу Антона Комолова и Ольги Шелест, а затем стала выходить в рамках шоу «Ивановы» под названием «Наш технический Генин».
В декабре 2014 года прекратил сотрудничество с ВГТРК. На личной странице в Фейсбуке он объяснил своё решение нехваткой времени и политическими противоречиями.
В те же годы был постоянным экспертом на радиостанциях «Вести ФМ» и «Коммерсант ФМ».

### Документалистика
Режиссёр, продюсер и автор сценария документального фильма «Белая кровь» (2019), снятого в сотрудничестве с БФ «Фонд борьбы с лейкемией» про людей, победивших лейкоз.
В 2020 году фильм вошел в шорт-лист премии «Артдоксеть» в рамках фестиваля документального кино «АртДокФест» и выиграл премию в номинации «Приз зрительских симпатий»
В 2020 году фильм вошел в шорт-лист международного фестиваля «White nights film festival»
В 2020 году фильм вошел в шорт-лист международного конкурса социального кино и рекламы «Победили вместе»

### Участие в премиях
С 2004 года — член жюри премии «Продукт года», а с 2007 года председатель жюри в категории «Мобильные и цифровые устройства».
С 2004 по 2007 год — член жюри премии «Золотой диск».
В 2007 году — лауреат премии «Золотой диск» за журналистскую деятельность по защите авторских прав и борьбе с контрафактом.
В 2016 году получил премию «Реклама будущего» всероссийского конкурса социальной рекламы и некоммерческих проектов в категории «Аудио/Видео» за рекламный ролик для БФ «Фонд борьбы с лейкемией»

### Общественная деятельность и благотворительные проекты
Инициатор создания, издатель и главный редактор независимой районной газеты «МосЗапад» в 2013—2014 г.
Член Оргкомитета и Жюри в номинации «Информационное право» Всероссийской Студенческой Юридической Олимпиады 2002 под эгидой Президента РФ.
Был участником парламентских слушаний и рабочих групп Государственной Думы по разработке законопроектов «Об электронной-цифровой подписи», «Об электронной торговле», «Об электронном документообороте».
Известен своим сотрудничеством с «Фондом борьбы с лейкемией». Помимо фильма «Белая кровь» снял рекламный ролик, который Фонд использует в своих коммуникациях в качестве основного с 2016 года.
С 2017 года — сооснователь и руководитель сообщества «Найди своего доктора» в Фейсбуке, ставшего к 2022 году одним из крупнейших медицинских сообществ в Рунете, насчитывающем более 130 тысяч участников. В 2019 году из группы выделилась подгруппа, для экспертного обсуждения вопросов в области онкологии и помощи пациентам с онкологическим диагнозом.
В 2021 году на базе сообщества была создана некоммерческая организация (АНО «Найди своего доктора»), директором и одним из учредителей которой стал Михаил Генин.

### Личная жизнь
Женат, воспитывает двоих сыновей.